# James Irvin
Temple de la renommée : 1958
James Dickinson Irvin, surnommé « Dick » Irvin, (né le 19 juillet 1892 à Hamilton dans la province de l'Ontario au Canada - mort le 16 mai 1957) est un joueur professionnel puis entraîneur de hockey sur glace de la Ligue nationale de hockey (LNH).
Son fils Dick Irvin Jr. fera une longue carrière comme animateur à l'émission « Hockey Night in Canada ».

## Biographie

### Ses débuts dans les championnats amateurs
James Dickinson Irvin naît à Hamilton en Ontario le 19 juillet 1892. Sa famille rejoint la ville de Winnipeg dans le Manitoba alors qu'il sept ans ; il joue avec les Strathconas de Winnipeg d'abord en junior puis en senior. Ainsi, Irvin termine buteur de la Manitoba Hockey League en 1912-1913 avec trente-deux réalisations. Il remporte avec les Monarchs de Winnipeg le titre de champion de la MHL en 1914 en jouant aux côtés de Fred « Steamer » Maxwell. Lors de la saison suivante, les Monarchs jouent la finale de  la Coupe Allan contre les Millionnaires de Melville sur le score de 4-2, le but vainqueur étant inscrit par Irvin.
Irvin joue encore une saison dans la MHL avant de faire ses débuts dans l'Association de hockey de la Côte du Pacifique, également connu sous son nom anglais de Pacific Coast Hockey Association ou sous son sigle PCHA, en rejoignant les Rosebuds de Portland. Avec trente-cinq buts lors de la saison 1916-1917, il est le quatrième réalisateur de la PCHA. Malgré le bon classement d'Irvin dans le championnat des buteurs, les Rosebuds de Portland se place à la troisième place du classement. Le Canada étant impliqué dans la Première Guerre mondiale, Irvin s'engage dans l'armée et joue la saison 1917-1918 avec l'équipe militaire des Ypres de Winnipeg, équipe nommée en l'honneur de la ville d'Ypres siège de plusieurs batailles extrêmement sanglantes de la Guerre. Avec vingt-neuf buts et trente-sept points, Irvin est le meilleur joueur pour ses deux statistiques alors que les Ypres perdent en finale de la Coupe Allan contre les Greenshirts de Kitchener.

### Sa carrière professionnelle
Irvin rejoint la Western Canada Hockey League et les Capitals de Regina en 1922. Lors du transfert de la franchise à Portland, il joue pour les Rosebuds de Portland pour la dernière saison de la ligue.
Après la fin de la WCHL, certaines équipes, dont les Rosebuds, rejoignent la Ligue nationale de hockey. Il fait donc partie de la première équipe des Black Hawks de Chicago et devient le premier capitaine de l'histoire de l'équipe. En 1929, il met fin à sa carrière de joueur à la suite d'une fracture.

### Carrière d'entraîneur
Il effectue un retour trois ans plus tard, mais cette fois à titre d'entraîneur des Black Hawks. Il quitte rapidement Chicago pour aller diriger les Maple Leafs de Toronto, équipe qu'il mène à une première Coupe Stanley en 1932.
Il rejoint Montréal en 1940 pour diriger les Canadiens de Montréal, une formation faible dont il entreprend la reconstruction. Avec l'acquisition de Maurice Richard, Émile Bouchard, Bill Durnan ainsi que d'autres bon joueurs, il parvient à redresser la situation de l'équipe qui s'empare de la Coupe Stanley à trois reprises, soit en 1944, 1946 et 1953. Le 5 février 1950, Dick Irvin devient le premier entraîneur à remporter 500 rencontres dans la LNH lors d'une victoire 5-3 contre les Bruins de Boston. Quatre ans plus tard, il décroche sa 600e victoire lors de la saison 1953-1954, le 22 octobre 1953.
Au cours de la saison 1954-1955, Maurice Richard est suspendu par Clarence Campbell à trois rencontres de la fin du calendrier pour la fin de la saison, y compris les séries ; cette suspension entraîne la colère des Québécois et mène alors à des réactions violentes qui seront nommées par la suite Émeute Maurice Richard. Lors des séries, le 12 avril 1955, il compte sa centième victoire en finale de la Coupe Stanley mais l'équipe perd la Coupe lors de la septième rencontre. Frustré par les dernières saisons des Canadiens, Dick Irvin quitte Montréal et retourne au sein de la franchise de Chicago.
Il remporte sa dernière victoire en saison régulière le 18 mars 1956 ; il compte alors 690 victoires et son record n'est dépassé qu'une trentaine d'années plus tard par Scotty Bowman. Il meurt le 16 mai 1957 à l'âge de 64 ans d'un cancer des os qu'il avait depuis quelques années sans que beaucoup de monde ne soit au courant. Il est intronisé au temple de la renommée du hockey en 1958.

## Statistiques
| Saison     | Équipe                  | Ligue      |    | Saison régulière | Saison régulière | Saison régulière | Saison régulière | Saison régulière |    | Séries éliminatoires | Séries éliminatoires | Séries éliminatoires | Séries éliminatoires | Séries éliminatoires |
| Saison     | Équipe                  | Ligue      | PJ | B                | A                | Pts              | Pun              | PJ               | B  | A                    | Pts                  | Pun                  |                      |                      |
| 1912-1913  | Strathconas de Winnipeg | MHL Sr.    | 7  | 32               | 0                | 32               | 12               | 1                | 0  | 0                    | 0                    | 0                    |                      |                      |
| 1912-1913  | Monarchs de Winnipeg    | MHL Sr.    | 2  | 5                | 0                | 5                |                  | -                | -  | -                    | -                    | -                    |                      |                      |
| 1913-1914  | Strathconas de Winnipeg | MHL Sr.    | 3  | 11               | 0                | 11               |                  | -                | -  | -                    | -                    | -                    |                      |                      |
| 1913-1914  | Monarchs de Winnipeg    | MHL Sr.    | 7  | 23               | 1                | 24               |                  | -                | -  | -                    | -                    | -                    |                      |                      |
| 1914-1915  | Monarchs de Winnipeg    | MHL Sr.    | 6  | 23               | 3                | 26               | 30               | 8                | 27 | 0                    | 27                   | 16                   |                      |                      |
| 1915-1916  | Monarchs de Winnipeg    | MHL Sr.    | 8  | 17               | 4                | 21               | 38               | 2                | 7  | 1                    | 8                    | 2                    |                      |                      |
| 1916-1917  | Rosebuds de Portland    | PCHA       | 23 | 35               | 10               | 45               | 24               | -                | -  | -                    | -                    | -                    |                      |                      |
| 1917-1918  | Ypres de Winnipeg       | MHL Sr.    | 9  | 29               | 8                | 37               | 26               | -                | -  | -                    | -                    | -                    |                      |                      |
| 1919-1920  | Vics de Regina          | SSHL       | 12 | 32               | 4                | 36               | 22               | 2                | 1  | 0                    | 1                    | 4                    |                      |                      |
| 1920-1921  | Vis de Regina           | SSHL       | 11 | 19               | 5                | 24               | 12               | 4                | 8  | 0                    | 8                    | 4                    |                      |                      |
| 1921-1922  | Capitals de Regina      | WCHL       | 20 | 21               | 7                | 28               | 17               | 4                | 3  | 0                    | 3                    | 2                    |                      |                      |
| 1922-1923  | Capitals de Regina      | WCHL       | 25 | 9                | 4                | 13               | 12               | 2                | 1  | 0                    | 1                    | 0                    |                      |                      |
| 1923-1924  | Capitals de Regina      | WCHL       | 29 | 15               | 8                | 23               | 33               | 2                | 0  | 2                    | 2                    | 4                    |                      |                      |
| 1924-1925  | Capitals de Regina      | WCHL       | 28 | 13               | 5                | 18               | 38               | -                | -  | -                    | -                    | -                    |                      |                      |
| 1925-1926  | Rosebuds de Portland    | WCHL       | 30 | 31               | 5                | 36               | 29               | -                | -  | -                    | -                    | -                    |                      |                      |
| 1926-1927  | Black Hawks de Chicago  | LNH        | 43 | 18               | 18               | 36               | 34               | 2                | 2  | 0                    | 2                    | 4                    |                      |                      |
| 1927-1928  | Black Hawks de Chicago  | LNH        | 12 | 5                | 4                | 9                | 14               | -                | -  | -                    | -                    | -                    |                      |                      |
| 1928-1929  | Black Hawks de Chicago  | LNH        | 39 | 6                | 1                | 7                | 30               | -                | -  | -                    | -                    | -                    |                      |                      |
| Totaux LNH | Totaux LNH              | Totaux LNH | 94 | 29               | 23               | 52               | 78               | 2                | 2  | 0                    | 2                    | 4                    |                      |                      |

## Trophées et honneurs personnels

### En tant que joueur
- 1915 : remporte la Coupe Allan
- 1916-1917 : seconde équipe d'étoiles de la PCHA
- 1921-1922 : seconde équipe d'étoiles de la WCHL
- 1923-1924 : première équipe d'étoiles de la WCHL

### En tant qu'entraîneur
- 1930-1931 : sélectionné en tant qu'entraîneur de la seconde équipe de la LNH
- 1931-1932 :
  - sélectionné en tant qu'entraîneur de la seconde équipe de la LNH
  - remporte la Coupe Stanley avec les Maple Leafs de Toronto
- 1932-1933 : sélectionné en tant qu'entraîneur de la seconde équipe de la LNH
- 1933-1934 : sélectionné en tant qu'entraîneur de la seconde équipe de la LNH
- 1934-1935 : sélectionné en tant qu'entraîneur de la seconde équipe de la LNH*
- 1940-1941 : sélectionné en tant qu'entraîneur de la seconde équipe de la LNH
- 1943-1944 :
  - sélectionné en tant qu'entraîneur de la première équipe de la LNH
  - remporte la Coupe Stanley avec les Canadiens de Montréal
- 1944-1945 : sélectionné en tant qu'entraîneur de la première équipe de la LNH
- 1945-1946 :
  - sélectionné en tant qu'entraîneur de la première équipe de la LNH
  - remporte la Coupe Stanley avec les Canadiens de Montréal
- 1952-1953 : remporte la Coupe Stanley avec les Canadiens de Montréal

## Divers
Charles Binamé présente un film sur Maurice Richard et Stephen McHattie joue le rôle de Dick Irvin. Lors du 27e Prix Génie de 2006, le film reçoit neuf prix dont celui de la meilleure réalisation pour Binamé et celui du meilleur acteur pour Roy Dupuis qui joue le rôle de Richard ; Stephen McHattie est récompensé par le prix du meilleur acteur dans un second rôle.